# Rafael Cabral
Rafael Cabral Barbosa (* 20. Mai 1990 in Sorocaba) ist ein brasilianischer Fußballspieler auf der Torhüterposition.

## Vereinskarriere
Cabral wurde in der Jugendakademie vom FC Santos ausgebildet. Sein Debüt für die erste Mannschaft, in einem offiziellen Spiel gab er am 2. Juni 2010 gegen Cruzeiro EC. In diesem Spiel, das 0:0 endete, hielt Cabral seinen Kasten sauber.
Am 20. August erlitt er im Série A-Spiel gegen Corinthians São Paulo Blutungen im rechten Auge, nachdem er mit Juan Manuel Martínez kollidiert war. Nach langer Behandlungspause war er schließlich in der Lage das Spiel fortzusetzen. Santos gewann mit 3:2.
Am 28. Juni 2013 wurde Cabral für eine Ablösesumme von fünf Millionen Euro an den italienischen Erstligisten SSC Neapel verkauft. Sein Debüt gab er beim 2:0-Sieg gegen den FC Arsenal in der Gruppenphase der UEFA Champions League. Napoli konnte dieses Spiel zwar gewinnen schied hinter Arsenal und Borussia Dortmund allerdings in der Gruppenphase aus.
Im August 2019 wechselte er zum englischen Zweitligisten FC Reading. Dort wurde er direkt neuer Stammtorhüter. Am Ende der Saison 2019/20 wurde Cabral zum Spieler der Saison des Klub gewählt. Am 17. Januar 2022 gab der Klub bekannt, dass sein Kontrakt im gegenseitigen Einvernehmen aufgelöst wurde, damit Cabral nach Brasilien zurückkehren könne. Cabral war sich mit dem Cruzeiro EC aus Belo Horizonte einig geworden für diesen als Stammtorhüter anzutreten.

## In der Nationalmannschaft
Sein Debüt für Brasilien gab Cabral am 30. Mai 2012 beim 4:1-Sieg gegen die USA.
Cabral stand im brasilianischen Kader bei den Olympischen Sommerspielen 2012 in London, kam beim Fußballturnier aber nicht zum Einsatz.

## Erfolge
Santos
- Copa do Brasil: 2010
- Copa Libertadores: 2011

Neapel
- Italienischer Pokalsieger: 2013/14